# Borís Nikolski

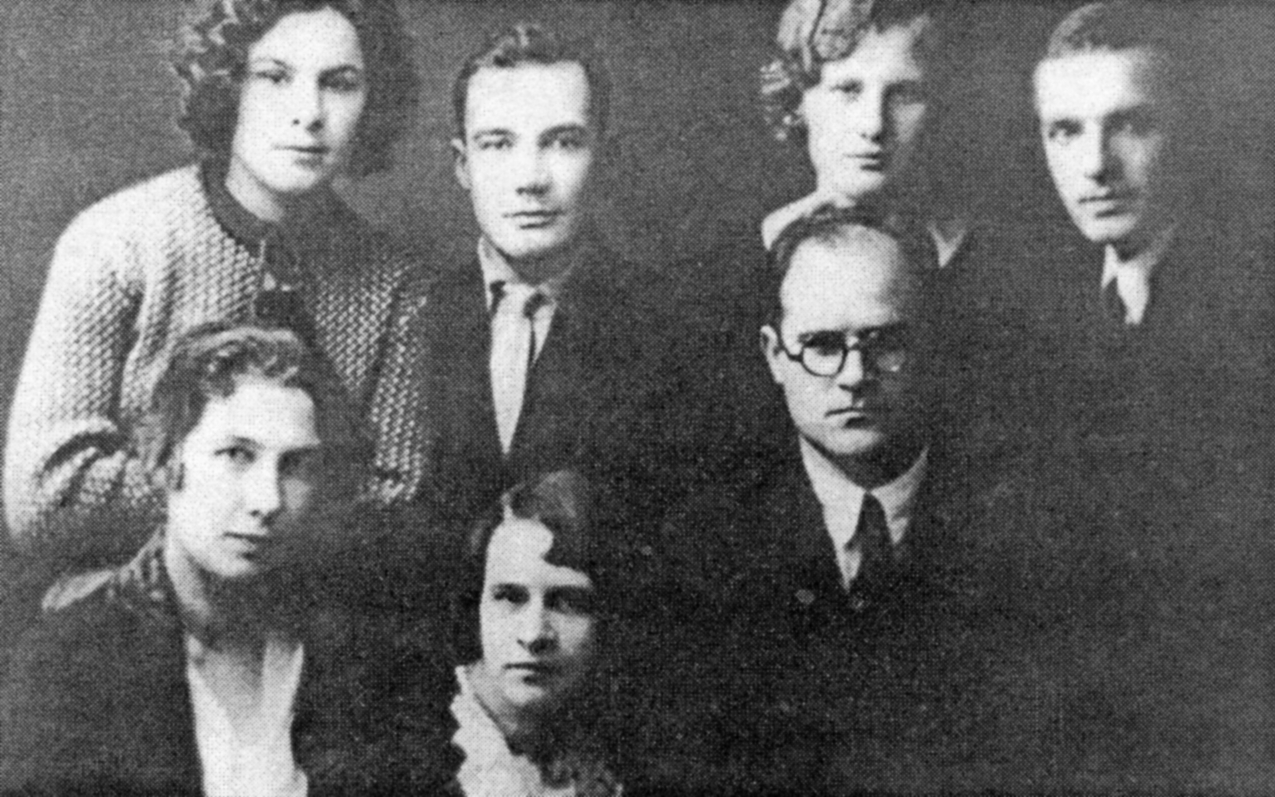
Bóris Nikolsky y colegas científicos en 1936

Borís Petróvich Nikolski (en ruso: Бори́с Петро́вич Нико́льский, también transcrito como Nikolsky o Nikolskii; 14 de octubre de 1900 – 4 de enero de 1990) fue un físico químico y radioquímico ruso (soviético), académico de la Academia Soviética de Ciencias, y profesor de San Petersburgo (por ese entonces, Leningrado) de la Universidad Estatal. Borís Nikolski se graduó en 1925 en la Universidad Estatal de Leningrado. En la década de 1930 estudió el intercambio de iones entre los procesos de soluciones acuosas y sólidos. Durante ese tiempo Nikolsky desarrolló la teoría de intercambio iónico en electrodos de vidrio. Se deriva de las ecuaciones que describen las propiedades de los electrodos de vidrio así como otros tipos de electrodos selectivos de iones, dependiendo de la estructura química y multi-componente de la composición del vidrio, de la concurrencia de la interferencia de los iones (véase ecuación de Nikolsky-Eisenman, y Nikolsky-Shultz-Eisenman, termodinámicas de intercambio iónico de la teoría de la GE). Borís Nikolski también participó activamente en el programa nuclear soviético. Entre 1952 y 1974 fue científico sénior y presidente del comité científico de reprocesamiento de combustible nuclear en la planta de Mayak, en la Unión Soviética, donde trabajó en la tecnología de procesamiento y refinación de plutonio. De 1961 a 1963 fue presidente del departamento de química en la Universidad Estatal de Leningrado.

## Publicaciones generales de la teoría de electrodo de vidrio
- Nikolskii, B. P.. Teoría del electrodo de vidrio. I. Teórico. // J. Phys. Chem. (URSS) (1937), 10, 495-503.
- Nikolskii, B. P.; Tolmacheva, T. A. Teoría del electrodo de vidrio. II. Efecto de anhídrido bórico y el óxido de aluminio en las propiedades de los electrodos de vidrio. // J. Phys. Chem. (URSS) (1937), 10, 504-12.
- Nikolskii, B. P.; Tolmacheva, T. A. Teoría del electrodo de vidrio. III. Traslado desde la función del electrodo de hidrógeno en función de la cantidad de sodio. // J. Phys. Chem. (URSS) (1937), 10, 513-23.

Bóris Nikolsky fue coautor del monumental libro de fisicoquímica y jefe editor de uno de los volúmenes más notables de química en la Unión Soviética.